# Beatmania IIDX 8th Style
beatmania IIDX 8th Style은 2002년 코나미를 통해 발매된 아케이드 게임이다. 가정용인 플레이스테이션 2판은 2004년에 발매되었다.

## 가정용
가정용에는 IIDX RED 선행곡 및 과거 삭제곡이 같이 수록되었다.